# إيرني كولمان
إيرني كولمان (بالإنجليزية: Ernie Coleman)‏ (4 يناير 1908 في المملكة المتحدة - 20 يناير 1984) هو مدرب كرة قدم ولاعب كرة قدم بريطاني (وحمل سابقاً جنسية المملكة المتحدة لبريطانيا العظمى وأيرلندا) في مركز الهجوم. لعب مع غريمسبي تاون ونادي أرسنال ونادي ميدلزبره ونورويتش سيتي ونادي هاليفاكس تاون.

## وصلات خارجية
- إيرني كولمان على موقع قاعدة بيانات كرة القدم.إي يو (الإنجليزية)